# Meredith Baxter
Meredith Baxter (South Pasadena, California, 21 de junio de 1947), también conocida durante algunos años como Meredith Baxter Birney, es una actriz y productora cinematográfica estadounidense. Es popular por sus interpretaciones en 2 series de televisión: Family (1976-1980), 1 drama de televisión para la cadena ABC TV, y Family Ties (1982-1989), 1 comedia de situación producida por la NBC, conocida como Lazos familiares en casi toda Hispanoamérica o Enredos de familia en España y Lazos de familia en Argentina.

## Familia y primeros años
Meredith Ann Baxter nació en South Pasadena, California, hija de la actriz y creadora de comedias de situación, Whitney Blake, y de Tom Baxter, un locutor de radio. Se crio en el sur de California y tiene 2 hermanos: Richard (nacido en 1944) y Brian (nacido en 1946). Tras el divorcio de sus padres, su madre se volvió a casar con Jack Fields y, tras la muerte de este, con el escritor de comedias de situación Allan Manings (1924-2010).

## Carrera
Baxter obtuvo su primer gran éxito en la televisión en 1972 como una de las estrellas de Bridget Loves Bernie, una comedia de situación de la cadena CBS. La serie fue cancelada después de una temporada, pero su coprotagonista, David Birney, se convirtió en su segundo marido en 1974. Después de su matrimonio y hasta su divorcio en 1989, cambió su nombre por el de Meredith Baxter Birney.
Como Baxter-Birney, tuvo celebridad durante varios años por su papel en Family. Ella interpretó el papel de Nancy Lawrence Maitland y recibió dos nominaciones a los premios Emmy en la categoría de Mejor Actriz de Reparto en una Serie Dramática (1977 y 1978).
Cuando terminó la serie Family, fue protagonista junto a Annette O'Toole y Shelley Hack en Vanidades (1981), una producción televisiva de una obra de teatro del género comedia-drama sobre la vida, los amores y la amistad de tres animadoras de Texas, desde su etapa en educación secundaria hasta después de graduación en la universidad, que fue emitida como parte de Standing Room Only, una serie emitida en el canal de pago de la cadena de televisión HBO.
La siguiente serie de Meredith Baxter-Birney fue Family Ties, en la que interpretaba a Elyse Keaton, una madre de un ex-hippie. En la realidad, ella es sólo catorce años mayor que Michael J. Fox, quien interpretaba a su hijo Alex Keaton.
Después de Family Ties, Baxter (cuyo matrimonio con Birney terminó en 1989) produjo y protagonizó películas de televisión. Interpretó a una secuestradora psicópata en The kissing place (1990) y fue nominada con un Premio Emmy a la mejor actriz en una miniserie o telefilme por su trabajo en A woman scorned: The Betty Broderick story (1992), basada en la verdadera historia de una divorciada que fue declarada culpable de asesinato en el asesinato de su exmarido y su joven esposa.
En 1994, ganó un Premio Daytime Emmy por su papel de una madre lesbiana que cría a su hijo pequeño, en Other mothers (1993), un especial de la CBS. Por su trabajo en la película para televisión My breast (1994), recibió un premio especial de la National Breast Cancer Coalition por mejorar la conciencia pública sobre el cáncer de pecho.
En 1997, Baxter volvió a actuar como madre de un personaje interpretado por Michael J. Fox, esta vez en Spin City, una comedia de situación de la ABC.
En 2005, comenzó a aparecer en anuncios de televisión para la Garden State Life Insurance Company. En 2006 y de modo temporal, organizó conjuntamente con Matt Lauer el programa matutino de la NBC, Today. En 2007, hizo una aparición especial en ¿Qué hacemos con Brian?, una serie dramática de la ABC. Ese mismo año, también hizo varias apariciones como la madre moribunda de la detective Lilly Rush en Caso abierto, una serie policíaca de la CBS. En 2009, es estrella invitada en la segunda temporada de la serie web, We have to stop now.
En los últimos años, Baxter ha creado también una línea de cosméticos, Meredith Baxter Simple Works, que ayuda a recaudar fondos para su fundación dedicada a la investigación del cáncer de mama. Ella es también portavoz de Consumer Cellular, una compañía de teléfonos móviles que se anuncia como una alternativa más barata de teléfonos móviles para personas mayores.

## Vida personal

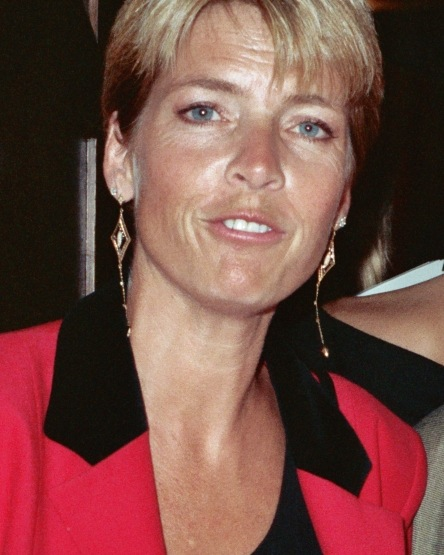
Baxter en 1990

Baxter ha estado casada tres veces y tiene cinco hijos. En 1966 se casó con Robert Lewis Bush y tuvieron dos hijos, Ted (nacido en 1967) y Eva (nacida en 1969). La pareja se divorció en 1969. En 1974, se casó con David Birney y tuvieron tres hijos - Kate (nacida en 1974) y los gemelos, Mollie y Peter (nacidos en 1984). Después de su divorcio en 1989, ella volvió a la utilización de su nombre de soltera Meredith Baxter. En 1995, se casó con el actor y guionista Michael Blodgett, hasta su divorcio en el año 2000.
Baxter fue diagnosticada de cáncer de mama en 1999.
Baxter fue invitada a impartir la conferencia de inauguración de 2008 en la Universidad Nacional de La Jolla, California, y fue galardonada con un doctorado honorífico de la propia universidad.
En 2009, el National Enquirer informó que Baxter fue vista en un crucero de lesbianas con una amiga. Esto llevó a la especulación sobre si Baxter era lesbiana o simplemente disfrutaba del crucero como una amiga heterosexual platónica. El 2 de diciembre de 2009, se confesó lesbiana durante una entrevista con Matt Lauer en Today, y en el Show de Frank DeCaro en Sirius XM-OUTQ 102. Actualmente vive con su pareja desde 2005, Nancy Locke, una contratista general. Baxter dijo que se dio cuenta de que era lesbiana por vez primera cuando comenzó su primera relación homosexual en 2002.
El 17 de diciembre de 2009, TV Guide informó que Baxter iba a escribir un libro de memorias. Broadway Books, una filial de Crown Publishing Group, ha adquirido los derechos de la historia de la vida de Baxter, aún sin título y posiblemente todavía no escrita. En el libro, Baxter "presentará un retrato completo de su vida como actriz, madre de cinco hijos y abuela, y discutirá con sinceridad sobre su lucha contra el cáncer de mama, sus 19 años de sobriedad, el espíritu empresarial, y su decisión de salir del armario", dijo en un comunicado de prensa.
Como coincidencia, Baxter y el coprotagonista de Family ties, Michael Gross, (quien interpretó a su esposo Steven Keaton), nacieron en la misma fecha, el 21 de junio de 1947.

## Filmografía
| Cine       | Cine                                        | Cine                         | Cine                                                       |
| Año        | Película                                    | Papel                        | Notas                                                      |
| ---------- | ------------------------------------------- | ---------------------------- | ---------------------------------------------------------- |
| 1972       | Stand Up and Be Counted                     | Tracy                        |                                                            |
| 1972       | Ben                                         | Eve Garrison                 |                                                            |
| 1976       | Todos los hombres del Presidente            | Debbie Sloan                 |                                                            |
| 1976       | Bittersweet Love                            | Patricia                     |                                                            |
| 1990       | Jezebel's Kiss                              | Virginia De Leo              |                                                            |
| 1999       | Elevator Seeking                            | Ann                          |                                                            |
| 2003       | Devil's Pond                                | Kate                         |                                                            |
| 2005       | Paradise, Texas                             | Liz Cameron                  |                                                            |
| 2005       | La desafortunada vida social de Ethan Green | Harper Green                 |                                                            |
| 2008       | The Onion Movie                             | Jefa de cocina               | Producida directamente para vídeo                          |
| 2010       | Airline Disaster                            | President Harriet Franklin   | Post-producción                                            |
| Televisión |                                             |                              |                                                            |
| Año        | Título                                      | Papel                        | Notas                                                      |
| 1971       | The Young Lawyers                           | Gloria                       | 1 episodio                                                 |
| 1971       | The Doris Day Show                          | April                        | 1 episodio                                                 |
| 1971       | The Partridge Family                        | Jenny                        | 1 episodio                                                 |
| 1972       | Owen Marshall: Counselor at Law             | Ann Glover                   | 1 episodio                                                 |
| 1972–1973  | Bridget Loves Bernie                        | Bridget Fitzgerald Steinberg | 24 episodios                                               |
| 1973       | The Invasion of Carol Enders                | Carol Enders                 | Telefilme                                                  |
| 1973       | Doc Elliot                                  | Jenny                        | 1 episodio                                                 |
| 1973       | The Cat Creature                            | Rena Carter                  | Telefilme para la ABC                                      |
| 1974       | Barnaby Jones                               | Jenny Sutherland             | 1 episodio                                                 |
| 1974       | The Stranger Who Looks Like Me              | Joanne Denver                | Telefilme de la ABC                                        |
| 1974       | Young Love                                  | April                        | Telefilme de la CBS                                        |
| 1974–1975  | Centro médico                               | Paula Priscilla              | 2 episodios                                                |
| 1975       | Target Risk                                 | Linda Flayly                 | Telefilme de la NBC                                        |
| 1975       | The Imposter                                | Julie Watson                 | Telefilme de la NBC                                        |
| 1975       | The Streets of San Francisco                | Jodi Dixon                   | 1 episodio                                                 |
| 1975       | The Night That Panicked America             | Linda Davis                  | Telefilme de la ABC                                        |
| 1975       | Medical Story                               | Erica Schiff Sunny           | 2 episodios                                                |
| 1975       | McMillan and Wife                           | Faye Leonard                 | 1 episodio                                                 |
| 1976       | City of Angels                              | Mary Kingston                | 3 episodios                                                |
| 1976       | Wide World Mystery                          |                              | 1 episodio                                                 |
| 1976       | La mujer policía                            | Liz Robson                   | 1 episodio                                                 |
| 1976–1980  | Family                                      | Nancy Lawrence Maitland      | 45 episodios                                               |
| 1977–1982  | The Love Boat                               | Sandy Rytell                 | 3 episodios                                                |
| 1978       | Little Women                                | Meg March                    | Telefilme de la NBC                                        |
| 1979       | The Family Man                              | Mercedes Cole                | Telefilme de la CBS                                        |
| 1980       | Beulah Land                                 | Lauretta Pennington          | Miniserie de la NBC                                        |
| 1981       | Vanities                                    | Joanne                       | Presentación televisada por la HBO de producción de teatro |
| 1981       | The Two Lives of Carol Letner               | Carol Letner                 | Telefilme de la CBS                                        |
| 1982       | Take Your Best Shot                         | Carol Marriner               | Telefilme de la CBS                                        |
| 1982–1989  | Family Ties                                 | Elyse Keaton                 | 171 episodios                                              |
| 1985       | The Rape of Richard Beck                    | Barbara McKee                | Telefilme de la ABC                                        |
| 1985       | Family Ties Vacation                        | Elyse Keaton                 | Telefilme de la NBC                                        |
| 1986       | Kate's Secret                               | Kate Stark                   | Telefilme de la NBC                                        |
| 1987       | The Long Journey Home                       | Maura Wells                  | Telefilme de la CBS                                        |
| 1988       | The Diaries of Adam and Eve                 | Eve                          | Telefilme                                                  |
| 1988       | Mickey's 60th Birthday                      | Elyse Keaton                 | Especial de televisión                                     |
| 1988       | Winnie                                      | Winnie                       | Telefilme de la NBC                                        |
| 1989       | She Knows Too Much                          | Samantha White               | Telefilme de la NBC                                        |
| 1990       | The Kissing Place                           | Florence Tulane              | Telefilme de la USA Network                                |
| 1990       | Burning Bridges                             | Lynn Hollinger               | Telefilme de la ABC                                        |
| 1992       | A Woman Scorned: The Betty Broderick Story  | Betty Broderick              | Telefilme de la CBS                                        |
| 1992       | Stolen Love                                 | DeeDee                       | Telefilme de la ABC                                        |
| 1993       | Darkness Before Dawn                        | Mary Ann Guard               | Telefilme de la NBC también co-productora ejecutiva        |
| 1993       | CBS Schoolbreak Special - Other Mothers     | Paula Hensen                 | 1 episodio; ganó un Premio Daytime Emmy por su papel       |
| 1994       | For the Love of Aaron                       | Margaret Gibson              | Telefilme                                                  |
| 1994       | One More Mountain                           | Margaret Reed                | Telefilme de la ABC                                        |
| 1994       | My Breast                                   | Joyce Wadler                 | Telefilme de la CBS también coproductora ejecutiva         |
| 1995       | Betrayed: A Story of Three Women            | Amanda Nelson                | Telefilme de la ABC también coproductora ejecutiva         |
| 1996       | The Faculty                                 | Flynn Sullivan               | 1 episodio también productora ejecutiva                    |
| 1996       | After Jimmy                                 | Maggie Stapp                 | Telefilme                                                  |
| 1997       | Dog's Best Friend                           | Vaca (Voz)                   | Telefilme                                                  |
| 1997       | The Inheritance                             | Beatrice Hamilton            | Telefilme                                                  |
| 1997       | Let Me Call You Sweetheart                  | D.A. Kerry McGrath           | Telefilme para The Family Channel                          |
| 1997       | Miracle in the Woods                        | Sarah Weatherby              | Telefilme                                                  |
| 1997       | Spin City                                   | Macy Flaherty                | 2 episodios                                                |
| 1999       | Holy Joe                                    | Annie Cass                   | Telefilme de la CBS                                        |
| 1999       | Down Will Come Baby                         | Leah Garr                    | Telefilme de la CBS                                        |
| 1999       | Miracle on the 17th Green                   | Susan McKinley               | Telefilme de la CBS                                        |
| 2000       | The Wednesday Woman                         | Muriel Davidson              | Telefilme de la CBS                                        |
| 2001       | A Mother's Fight for Justice                | Terry Stone                  | Película para la cadena Lifetime Television                |
| 2001       | Aftermath                                   | Carol                        | Telefilme                                                  |
| 2001       | Murder on the Orient Express                | Mrs. Caroline Hubbard        | Telefilme                                                  |
| 2002       | A Christmas Visitor                         | Carol Boyajian               | Telefilme para Hallmark Channel                            |
| 2003       | 7th Heaven                                  | Mrs. Jones                   | 1 episodio                                                 |
| 2004       | Half & Half                                 | Joan Tyrell                  | 1 episodio                                                 |
| 2004       | Angel in the Family                         | Lorraine                     | Telefilme para Hallmark Channel                            |
| 2005       | The Closer                                  | Congresista Simmons          | 1 episodio                                                 |
| 2006       | Brothers & Sisters                          | Margaret Packard             | 1 episodio                                                 |
| 2006–2007  | Cold Case                                   | Ellen Rush                   | 5 episodios                                                |
| 2007       | What About Brian                            | Frankie                      | 1 episodio                                                 |
| 2009       | Bound by a Secret                           | Ida Mae                      | Telefilme para Hallmark Channel                            |
| 2009       | Padre de familia                            | Elyse Keaton y ella misma    | 2 episodios: "Stew-Roids" y "Family Gay"                   |
| 2009       | Brothers                                    | Madre                        | 1 episodio                                                 |
| 2010       | We Have to Stop Now                         | Judy                         | Serie Web episodio: The Grass Is Always Greener            |
| 2010       | RuPaul's Drag U                             | Ella misma                   | 1 episodio: Apareció como jueza invitada                   |
| 2011       | Switched at Birth                           | Bonnie Tamblyn Dixon         | Temporada 1 y 4                                            |
| 2013       | Glee                                        | Elizabeth Stivens            | 4 temporada, Episodio "All or Nothing"                     |
| 2014       | The Young and the Restless                  | Maureen Russell              | 18 episodios                                               |

## Premios y nominaciones
| Año  | Categoría                                             | Premio             | Serie                      | Resultado |
| ---- | ----------------------------------------------------- | ------------------ | -------------------------- | --------- |
| 2015 | Outstanding Special Guest Performer in a Drama Series | Daytime Emmy Award | The Young and the Restless | Nominada  |